# Ololiuqui
Ololiuqui (auch: Qloliuhqui) ist eine Droge aus den Samen mehrerer, meist zweier Windengewächse (Convolvulaceae). Die wichtigste Art hat den botanischen Namen Turbina corymbosa (Synonym: Rivea corymbosa). Eine weitere Art ist Ipomoea violacea (Synonym: Ipomoea tricolor, Ipomoea rubro-caerulea), sie werden unter der Bezeichnung Morning Glory gehandelt. Die Windengewächse wachsen im südlichen Mexiko und im nördlichen Mittelamerika und sind mit der Himmelblauen Prunkwinde (Ipomoea tricolor) verwandt.

## Anwendungsauswirkungen und Zusammensetzung
Die Droge wurde und wird von den mexikanischen Ureinwohnern, u. a. den Nachfahren der Azteken und Mayas aufgrund ihrer halluzinogenen Wirkung zu rituellen Zwecken als Entheogen genutzt. Die Ureinwohner und Mestizen zerreiben die harten Samen der Winden und lassen das Pulver in Agavenbier quellen. Nach der Filtrierung soll das berauschende Getränk das Erinnerungsvermögen bis weit in die Kindheit hinein erweitern und zur hypnotischen Tieftrance führen. Die in Ololiuqui enthaltenen Wirkstoffe LSA (Lysergsäureamid) und LSH (Lysergsäurehydroxyethylamid) sind chemisch mit LSD verwandt.

## Geschichte
Bereits die spanischen Conquistadoren versuchten im 16. Jahrhundert unter Androhung drakonischer Strafen, den Gebrauch der Substanz zu unterbinden, was jedoch nie gelang. Nach Auffassung der Ureinwohner ermöglicht es Ololiuqui, den Körper zu verlassen. Während dieser außerkörperlichen Erfahrung sei es dem Schamanen oder Priester, der sie einnimmt, möglich, mit Geistern und Dämonen zu sprechen sowie in die Zukunft zu sehen. Die Droge wird von den Ureinwohnern auch verwendet, um verlorene Gegenstände wiederzufinden und Verbrechen aufzuklären. Die historische Anwendung dieses Getränks wurde von dem Spanischen Geistlichen Hernando Ruiz de Alarcón im 17. Jahrhundert in Mexiko beobachtet und in seinem Traktat Tratado de las supersticiones y costumbres gentilicias que hoy viven entre los indios naturales de esta Nueva España niedergeschrieben.

## Biosynthese
Die aktiven Inhaltsstoffe werden durch Endophyten erzeugt.